# Lucas Kruspzky
Lucas Kruspzky (Buenos Aires, 6 aprile 1992) è un calciatore argentino, difensore svincolato.

## Biografia
È fratello di Facundo Kruspzky, anch'egli calciatore.

## Caratteristiche tecniche
È un terzino sinistro.

## Carriera

### Club
Cresciuto nelle giovanili dell'Independiente, ha esordito il 28 novembre 2010 in occasione del match perso 2-1 contro l'Estudiantes (LP).

### Nazionale
Con la nazionale Under-20 argentina ha preso parte al campionato mondiale del 2011, senza scendere in campo.

## Statistiche

### Presenze e reti nei club
Statistiche aggiornate al 6 gennaio 2017.
| Stagione                   | Squadra                    | Campionato                 | Campionato | Campionato | Coppe nazionali | Coppe nazionali | Coppe nazionali | Coppe continentali | Coppe continentali | Coppe continentali | Altre coppe | Altre coppe | Altre coppe | Totale | Totale | Totale |
| Stagione                   | Squadra                    | Comp                       | Pres       | Reti       | Comp            | Pres            | Reti            | Comp               | Pres               | Reti               | Comp        | Pres        | Reti        | Pres   | Reti   |        |
| -------------------------- | -------------------------- | -------------------------- | ---------- | ---------- | --------------- | --------------- | --------------- | ------------------ | ------------------ | ------------------ | ----------- | ----------- | ----------- | ------ | ------ | ------ |
| 2010-2011                  | Independiente              | PD                         | 1          | 0          | CA              | 0               | 0               |                    | -                  | -                  |             | -           | -           | 1      | 0      |        |
| 2011-2012                  | Independiente              | PD                         | 3          | 0          | CA              | 1               | 0               |                    | -                  | -                  |             | -           | -           | 4      | 0      |        |
| Totale Independiente       | Totale Independiente       | Totale Independiente       | 4          | 0          |                 | 1               | 0               |                    | -                  | -                  |             | -           | -           | 5      | 0      |        |
| 2012-2013                  | Arsenal Sarandí            | PD                         | 8          | 0          | CA              | 1               | 0               | CL                 | 0                  | 0                  |             | -           | -           | 9      | 0      |        |
| 2013-2014                  | San Martín (SJ)            | BN                         | 34         | 0          | CA              | 1               | 0               |                    | -                  | -                  |             | -           | -           | 35     | 0      |        |
| 2014                       | Atlético Rafaela           | PD                         | 6          | 0          |                 | -               | -               |                    | -                  | -                  |             | -           | -           | 6      | 0      |        |
| 2015                       | Atlético Rafaela           | PD                         | 12         | 1          | CA              | 1               | 0               |                    | -                  | -                  |             | -           | -           | 13     | 1      |        |
| 2016-2017                  | Talleres (C)               | PD                         | 3          | 0          | CA              | 0               | 0               |                    | -                  | -                  |             | -           | -           | 3      | 0      |        |
| Totale Atletico de Rafaela | Totale Atletico de Rafaela | Totale Atletico de Rafaela | 21         | 1          |                 | 1               | 0               |                    | -                  | -                  |             | -           | -           | 22     | 0      |        |
| 2017-2018                  | Aldosivi                   | PD                         | 7          | 0          | CA              | 1               | 0               |                    | -                  | -                  |             | -           | -           | 8      | 0      |        |
| Totale carriera            | Totale carriera            | Totale carriera            | 74         | 1          |                 | 5               | 0               |                    | 0                  | 0                  |             | -           | -           | 79     | 1      |        |